# Épila (kommunhuvudort)
Épila är en kommunhuvudort i Spanien.   Den ligger i provinsen Provincia de Zaragoza och regionen Aragonien, i den nordöstra delen av landet, 240 km nordost om huvudstaden Madrid. Épila ligger 331 meter över havet och antalet invånare är 4 114.
Terrängen runt Épila är platt. Runt Épila är det glesbefolkat, med 20 invånare per kvadratkilometer. Närmaste större samhälle är La Almunia de Doña Godina, 15,8 km sydväst om Épila. Trakten runt Épila består till största delen av jordbruksmark.